# Cuangar
Cuangar é uma cidade e município da província do Cubango, em Angola.
Tem 18 917 km² e cerca de 22 mil habitantes. É limitado a norte pelos municípios de Nancova e Mavengue, a leste pelo município de Calai, a sul pela República da Namíbia, e a oeste pelo município de Savate.
O município é constituído apenas pela comuna-sede. Anteriormente seu território continha as comunas de Savate e Bondo Caila.
O nome do município deriva do nome de um subgrupo dos ovambos, os cuangares, que vivem na área.

## História
Foi na cidade de Cuangar que teve lugar, em 31 de outubro de 1914, a chamada batalha do Cuangar, dentro da Campanha de Cubango-Cunene, em que uma força alemã atacou de surpresa a guarnição portuguesa do Forte de Cuangar.